# 万盛博物馆
万盛博物馆（英語：Wansheng Museum）是一座位于重庆的博物馆，馆长是令狐克强。

## 历史
2017年1月20日和万盛规划展览馆同时对外试开放，同年5月18日正式对外开放。地址为重庆綦江区万盛经济技术开发区西城大道414号，建筑面积2,600平方米，展厅面积2,354平方米，共有七个展厅。

## 馆藏
收藏文物近5,000余件，包括中华震旦角石、巴人柳叶剑、宋代窖藏青铜器、宋代墓志铭、清代陶瓷枕、明清地方志、青山莽、禁煤示碑、榴弹炮等。

## 营业时间
- 周二至周日：上午九点半至下午五点半
- 周一闭馆